# Хосровидухт
Хосровидухт, также Хосровидухт Гохтнеци (арм. Խոսրովիդուխտ; гг. рождения и смерти неизвестны) — армянская поэтесса VIII века. Сестра князя Гохтна Вагана Гохтнеци. Биографических данных не известно. В связи с мученической гибелью брата (737 год) написала стихотворение «Шаракан Ваану Гохтнеци». Произведение включено в канонический сборник гимнов Армянской апостольской церкви.

## Произведения
- Шаракан Ваану Гохтнеци